# Boleslawski-Variante
|   | a | b | c | d | e | f | g | h |   |
| 8 |   |   |   |   |   |   |   |   | 8 |
| 7 |   |   |   |   |   |   |   |   | 7 |
| 6 |   |   |   |   |   |   |   |   | 6 |
| 5 |   |   |   |   |   |   |   |   | 5 |
| 4 |   |   |   |   |   |   |   |   | 4 |
| 3 |   |   |   |   |   |   |   |   | 3 |
| 2 |   |   |   |   |   |   |   |   | 2 |
| 1 |   |   |   |   |   |   |   |   | 1 |
|   | a | b | c | d | e | f | g | h |   |

Grundstellung der Boleslawski-Variante
Im Schach bildet die Boleslawski-Variante eine Variante der Sizilianischen Verteidigung, einer Eröffnung im Schachspiel. Sie ist benannt nach dem sowjetischen Großmeister und Schachtheoretiker Isaak Boleslawski und entsteht nach den Zügen
1. e2–e4 c7–c5 2. Sg1–f3 d7–d6 3. d2–d4 c5xd4 4. Sf3xd4 Sg8–f6 5. Sb1–c3 Sb8–c6 6. Lf1–e2 e7–e5
Sie ist der Le2-Variante im Najdorf-System ähnlich. Schwarz greift mit seinem letzten Zug den Springer auf d4 an und gewinnt Raum im Zentrum. Schon in den 1880er Jahren hatte Louis Paulsen so gespielt. 
7. Sd4–f3
Nach 7. Sd4–b3 Lf8–e7 8. 0–0 0–0 9. Kg1–h1 a7–a5 (plant a5–a4) 10. a2–a4 Sc6–b4 hätte der schwarze Springer einen guten Vorposten gefunden. 10. a2–a3 berücksichtigt das. Darauf 10. … a5–a4 11. Sb3–d2 Sc6–d4 gewinnt Raum. 
7. … h7–h6 verhindert, dass nach Lc1–g5 der Springer gefesselt wird, was nach 7. … Lf8–e7 möglich ist. Nach dem Abtausch Lg5xf6 Le7xf6 kann der Springer auf c3 nach d5 ziehen und steht dort gut. 7. … Lf8–e7 ist allerdings spielbar.
8. 0–0 Lf8–e7 9. Tf1–e1
Weiß möchte mit diesem Zug den Befreiungsschlag d6–d5 verhindern. Deshalb übt er Druck auf den Bauern e5 aus. Der Plan ist, mit Le2–f1 dem Turm die Sicht wieder freizugeben. Falls Schwarz nach Vorbereitung d6–d5 spielt, hängt nach e4xd5 der schwarze Bauer e5.
9. … 0–0 10. h2–h3 verhindert Lc8–g4, was den Springer auf f3 fesseln würde.
10. … Lc8–e6 Überdeckt das Feld d5 und bereitet den Zug d6–d5 vor.
11. Le2–f1 Verhindert d6–d5.
Im weiteren Verlauf entwickelt sich oft ein Kampf um das Feld d5. Wenn Schwarz d6–d5 spielen kann, steht er meist gut. Manchmal spielt Weiß Sc3–d5, was nach Sf6xd5 e4xd5 zu vollkommen anderen Bauernstrukturen führt. Die Spiele verlaufen in der Regel ruhig und positionell geprägt, weswegen sie von strategisch ausgerichteten Spielern bevorzugt werden.